# Jolotca
Jolotca (węg. Orotva) – wieś w Rumunii, w okręgu Harghita, w gminie Ditrău. W 2011 roku liczyła 616 mieszkańców.